# Center for Koldkrigsforskning
Center for Koldkrigsforskning blev oprettet ved en folketingsbevilling i 2006, og eksisterede fra 2007-2010. Centerets opgave var ifølge opgavebeskrivelsen at udføre "en fri og bred forsknings- og formidlingsindsats vedrørende Danmark under Den Kolde Krig." Især skulle der fokuseres på de kulturelle aspekter, så som meningsdannelse, kulturel påvirkning og kulturkamp.
Centeret var ledet af professor, dr.phil. Bent Jensen. Øvrige medarbejdere var Anne-Mette Anker Hansen, Kim Frederichsen, Camilla Schultz og Martin Kryhl Jensen.

## Centrets oprettelse
Efter publiceringen i 2005 af Dansk Institut for Internationale Studiers (DIIS) rapport Danmark under den kolde krig, blev der rejst kritik mod denne rapport. Kritikken var bl.a. rettet imod vurderingerne af den militære trussel mod Danmark og betydningen af fodnotepolitikken i 1980'erne. På den baggrund besluttede et flertal i Folketinget bestående af V, K og DF, at der burde laves yderligere undersøgelser, hvortil der blev afsat midler under på Finansloven for 2006. Resultatet blev en finanslov der bl.a. afsatte 10 mill. kr. over en 3-årig periode til et center der, under Forsvarsakademiet, blev pålagt følgende opgave: "Under hensyn til resultaterne fremlagt i DIIS rapporten om Danmark under den kolde krig (2005) skal forskningen blandt andet yderligere klarlægge aspekter af de militære trusler rettet mod Danmark og Østersøområdet, herunder østblokkens indflydelse på danske beslutningstagere" . Ved Aktstykke 103 af 31. januar 2006 blev forskningscentrets finansiering vedtaget, til trods for oppositionspartiernes modstand mod det.. 
I januar 2007 blev Bent Jensen i konkurrence med fire andre ansøgere udpeget som leder af Center for Koldkrigsforsknings. Han havde allerede den 29. september 2005 kritiseret DIIS-rapporten i et indlæg i Jyllands-Posten. SFs formand Villy Søvndal kritiserede udnævnelsen og mente bl.a. at beslutningen var baseret på "ønsket om at politikerne fuldstændig kontrollerer forskningen og ved hvilket resultat der kommer ud". Projektet blev også kritiseret af nogle faghistorikere, bl.a. professor ved Saxo-Instituttet  Poul Villaume, Jean Monnet-professor og lektor ved Aarhus Universitet Thorsten Borring Olesen og Anette Warring, professor ved Roskilde Universitetscenter . Villaume mente at forskningsspørgsmålet allerede var "...skåret ud på forhånd", og at "det er en politisk beslutning, og det bidrager til den øgede politisering af koldkrigsforskningen.".
Center for Koldkrigsforskning var langt fra det første politisk vedtagne forskningsprojekt, idet DIIS-undersøgelsen "Danmark under Den Kolde Krig" ligeledes var oprettet på politisk initiativ. 

## Bestyrelse
Centerets bestyrelse bestod af:
- Knud Larsen (formand), dr. phil., forhenværende departementschef i Forskningsministeriet
- Carsten Due-Nielsen, lektor i samtidshistorie ved Københavns Universitet og tidl. redaktør af Historisk Tidsskrift
- Christer Jönsson, fil. dr., professor i statsvidenskab ved Lunds Universitet
- Mette Skak, ph.d., lektor i statskundskab ved Aarhus Universitet
- Birgit Nüchel Thomsen, seniorforsker, cand. mag., Rigsarkivet

## Ekstern henvisning
- Center for Koldkrigsforskning Arkiveret 3. januar 2019 hos  Wayback Machine